# Kamboška garcinija
Kamboška garcinija (znanstveno ime Garcinia gummi-gutta, bolj znana po starem znanstvenem imenu Garcinia cambogia) je rastlina iz družine Clusiaceae, ki izvorno raste v Indoneziji. Je majhno tropsko drevo s plodovi, podobnimi majhnim bučam.
To in druge vrste garcinij gojijo širom Jugovzhodne Azije za prehrano, plodovi so namreč užitni in se posušeni uporabljajo kot začimba, predvsem kot sestavina karijev.
V poznih 1960. letih so znanstveniki odkrili, da rastlina vsebuje hidroksi citronsko kislino (HCA). Odkrita snov je postala zelo priljubljena v zadnjih 20 letih in slovi kot prehranski dodatek za hujšanje. Pripravki iz kamboške garcinije se pogosto oglašujejo kot ena od »čudežnih« metod za izgubo telesne teže, pri čemer pa ni zanesljivih podatkov o učinkovitosti. Hkrati so dokumentirani primeri toksičnega učinka na jetra, zaradi česar je bil eden od izdelkov, ki vsebuje izvlečke garcinije, že umaknjen s trga v ZDA.

## Izguba telesne teže
Raziskave kažejo, da naj bi imela kamboška garcinija pozitiven vpliv na proces izgube telesne teže, vendar pa bile obsežnejše študije izvedene le na poskusnih živalih (predvsem podganah). Obstoječe študije z ljudmi so majhne in njihov rezultat je klinično nepomemben.
Domnevni mehanizem vpliva na hujšanje:
- uravnavanje serotonina
- povečevanje oksidacije maščob
- zmanjševanje aktivnosti genov, ki povzročajo debelost